# Marcel Kerbrat
Marcel Marie Kerbrat, né le 21 novembre 1894 à Landerneau (Finistère) et mort pour la France le 7 août 1944 à Lesneven, est un prêtre catholique français. Ancien combattant de la Première Guerre mondiale, engagé dans la Résistance intérieure française durant la Seconde Guerre mondiale, il est fusillé par les Allemands.

## Distinctions
- Chevalier de la Légion d'honneur le 3 mars 1921[1]
- Croix de guerre 1914-1918 avec 4 citations[1]
- Croix de guerre 1939-1945 avec palmes[1]
- Médaille de la Résistance française[1]